# 이해정 (권투 선수)
이해정(李海正, 1963년 1월 30일 - )은 대한민국의 전직 권투 선수이다.

## 경력
- 1963년 1월 30일 이하용(李夏鎔)과 경주인 최태경(崔泰慶)의 딸인 경주최씨 사이에서 3남으로 탄생하여 서울체육고등학교, 한국체육대학교를 졸업하였다.
- 서울체육고 재학 당시 국가대표로 1982년 제9회 뉴델리 아시안 게임 복싱경기 주니어미들급에 출전하여 웰터급 정용범(鄭鎔範), 미들급 이남의(李南儀), 밴텀급 문성길(文成吉), 주니어웰터급 김동길(金東吉), 라이트플라이급 허영모(許永模), 라이트헤비급 홍기호(洪起鎬) 등과 같이 금메달을 획득하였다.[1] 이해 12월 4일 전두환 대통령은 9회 아시안게임에서 금메달을 획득한 3개 종목(남자농구팀, 배드민턴여자개인복식, 복싱) 선수단에게 축전을 보내 선전을 치하하기도 했는데 이해정 선수도 축전을 받았다.[2]
- 1983년 복싱 킹즈컵대회 파견선수 선발전에 라이트미들급으로 출전하여 최우수 선수로 설발되었다.[3] 이해 [4월 4일] 제9회 킹스컵 국제아마복싱대회에 라이트 미들급에 출전하였으나 태국의 수카르트에게 판정패하였다.
- 1983년 제11회 아시아 아주(亞洲)아마복싱선수권대회 라이트미들급에 출전하여 판정승하였다.
- 1984년 제7회 테머(핀란드)국제아마복싱대회에 라이트미들급에 출전하였다.
- 1985년 제11회 킹스컵국제복싱대회에 라이트미들급에 출전하였다.
- 1986년 서울 아시안 게임에 라이트미들급에 출전하여 금메달 획득하였다.
- 1986년 은퇴하였다.

## 가족관계
- 조부 : 이재운(李載運, 1894년-1951년)
- 아버지 : 이하용(李夏鎔, 1921년-1976년)
- 어머니 : 경주최씨(慶州崔氏, 1924년- ), 경주인 최태경(崔泰慶)의 딸.
  - 형 : 이영진(李永珍, 1954년- )
  - 형 : 이해섭(李海燮, 1957년- )